# Швейцария на «Евровидении-1981»
Швейцария участвовала в двадцать шестом выпуске телевизионного конкурса Евровидение-1981, который состоялся 4 апреля в павильоне комплекса «Симмонскорт» в Дублине, Ирландия. Страну представляла группа Петер, Сью и Марк с балладой Io senza te ("Я без тебя"), написанной композитором и участником группы Петером Ребером на слова Неллы Мартинетти. Это было четвёртое и последнее участие Петера, Сью и Марка на Евровидение. По итогам голосования они заняли четвёртое место из 20, набрав 121 очко. Тем не менее, Io senza te стала предшественницей швейцарской заявки на Евровидение-1982 Amour on t'aime в исполнении Арлетт Золя. Конкурс был показан SRG SSR через трёх региональных вещателей: SRF с комментариями Теодора Халлера на немецком языке, TSR с комментариями Жоржа Харди на французском языке и TSI с комментариями Джованни Бертини на итальянском языке. Глашатаем от Швейцарии был Мишель Стокер.

## Предыстория
К моменту своего участия в конкурсе 1981 года Швейцария 25 раз участвовала на Евровидение, начиная с самого первого выпуска в 1956 году. Страна выигрывала конкурс только однажды: в том же 1956 году с песней Refrain в исполнении Лиз Ассиа. Швейцария также организовывала проведение Евровидения однажды: в том же 1956 году в казино Лугано. На Евровидение-1980 страну представляла певица Паола дель Медико с композицией Cinéma, где заняла четвёртое место.
Швейцарская общегосударственная телекомпания SRG SSR отвечает за организацию отбора заявки и трансляцию конкурса. До 1979 года все швейцарские заявки на Евровидение проходили через национальный финал. В 1980 году SRG SSR отказалась от проведения национального финала и впервые номинировала исполнителя и песню внутри телекомпании. Однако в 1981 году было принято решение вернуться к национальному отбору.

## До «Евровидения»

### Concours Eurovision 1981
Франкоязычная компания TSR была ответственна за проведение национального финала под названием Concours Eurovision. Он состоялся 21 февраля 1981 года на стадионе Женева Палладиум в Женеве. Ведущим был Жан-Пьер Пастори. Шесть песен было представлено, а победитель определялся через сумму голосов от трёх региональных жюри, представителей прессы и экспертной группы. Большая часть песен на Concours Eurovision сочинена и исполнена на итальянском языке. Среди конкурсантов были группа Петер, Сью и Марк, представлявшие Швейцарию на Евровидение трижды: в 1971, 1976 и 1979 годах и Мариелла Фарре, которая будет представлять Швейцарию на Евровидение-1983 и Евровидение-1985.
| Порядковый номер | Исполнитель       | Название песни        | Региональные жюри | Региональные жюри | Региональные жюри | Жюри прессы | Эксперты | Всего | Место |
| Порядковый номер | Исполнитель       | Название песни        | DRS               | TSR               | TSI               | Жюри прессы | Эксперты | Всего | Место |
| ---------------- | ----------------- | --------------------- | ----------------- | ----------------- | ----------------- | ----------- | -------- | ----- | ----- |
| 1                | Петер, Сью и Марк | Io senza te           | 4                 | 5                 | 7                 | 7           | 7        | 30    | 1     |
| 2                | Роза Браун        | Du fehlst mir         | 3                 | 2                 | 3                 | 1           | 4        | 13    | 5     |
| 3                | Паскаль Оберсон   | Comme l'eau de la mer | 2                 | 4                 | 2                 | 3           | 5        | 16    | 4     |
| 4                | Ирен Индра        | Io                    | 5                 | 4                 | 5                 | 4           | 3        | 21    | 3     |
| 5                | Swiss Union       | San Gottardo          | 7                 | 7                 | 4                 | 5           | 2        | 25    | 2     |
| 6                | Мариелла Фарре    | Una cosa meravigliosa | 1                 | 1                 | 1                 | 2           | 1        | 6     | 6     |

## На «Евровидении»
В Дублине Петер, Сью и Марк выступали под номером 19, между Кипром и Швецией. Перед началом конкурса Швейцария, наряду с Великобританией, Францией и Германией была одним из фаворитов на победу. По итогам голосования Швейцария заняла четвёртое место из 20, набрав 121 очко, включая максимальные 12 очков от Финляндии, Ирландии, Норвегии, Великобритании и Югославии. Это был седьмой год подряд, когда страна финишировала в десятке лучших. 12 очков швейцарское жюри присудило Франции. Дирижёром оркестра был Рольф Жуковский.

### Голосование
| Очки      | Страна                                                         |
| --------- | -------------------------------------------------------------- |
| 12 баллов | - Великобритания - Ирландия - Норвегия - Финляндия - Югославия |
| 10 баллов | - Кипр - Франция                                               |
| 8 баллов  | - Люксембург - Португалия                                      |
| 7 баллов  | - Германия                                                     |
| 6 баллов  |                                                                |
| 5 баллов  |                                                                |
| 4 балла   | - Греция - Дания - Испания                                     |
| 3 балла   |                                                                |
| 2 балла   | - Австрия - Турция                                             |
| 1 балл    | - Нидерланды - Швеция                                          |

| Очки      | Страна         |
| --------- | -------------- |
| 12 баллов | Франция        |
| 10 баллов | Югославия      |
| 8 баллов  | Великобритания |
| 7 баллов  | Греция         |
| 6 баллов  | Люксембург     |
| 5 баллов  | Финляндия      |
| 4 балла   | Израиль        |
| 3 балла   | Кипр           |
| 2 балла   | Испания        |
| 1 балл    | Ирландия       |